# 1701
1701 (MDCCI) — невисокосний рік. Доба великих географічних відкриттів •  Перша наукова революція • Річ Посполита •  Запорозька Січ •  Руїна

## Геополітична ситуація
Османську імперію очолює Мустафа II (до 1703). Під владою османського султана перебувають Близький Схід та Єгипет, Середземноморське узбережжя Північної Африки, частина Закавказзя, значні території в Європі: Греція, Болгарія і Сербія. Васалами османів є Волощина та Молдова.
Священна Римська імперія — наймогутніша держава Європи. Її територія охоплює крім німецьких земель Угорщину з Хорватією, Трансильванію, Богемію, Північ Італії. Її імператор — Леопольд I Габсбург (до 1705).
На передові позиції в Європі вийшла Франція, на троні якої сидить король-Сонце Людовик XIV (до 1715). Франція має колонії в Північній Америці та Індії.
Французький король Людовик XIV прийняв корону Іспанії на користь свого родича Філіпа Анжуйського, почалася Війна за іспанську спадщину. Королівству Іспанія належать Іспанські Нідерланди, південь Італії, Нова Іспанія, Нова Гранада та Нова Кастилія в Америці, Філіппіни. Королем Португалії є Педру II (до 1706). Португалія має володіння в Бразилії, в Африці, в Індії, в Індійському океані й Індонезії.
Північ Нідерландів займає Республіка Об'єднаних провінцій. Вона має колонії в Північній Америці, Індонезії, на Формозі та на Цейлоні. Король Англії — Вільгельм III Оранський (до 1702). Англія має колонії в Північній Америці, на Карибах та в Індії. Король Данії та Норвегії — Фредерік IV (до 1730), король Швеції — Карл XII (до 1718). На Апеннінському півострові незалежні Венеціанська республіка та Папська область. Королем Речі Посполитої обрано Августа II (до 1706). У Московії царює Петро I (до 1725). Першим королем Пруссії став Фрідріх I (до 1713).
Україну розділено по Дніпру між Річчю Посполитою та Московією. Діють два гетьмани: Самійло Самусь (польський протекторат) на Правобережжі, Іван Мазепа (московський протекторат) на Лівобережжі. На півдні України існує Запорозька Січ. Існують Кримське ханство, Ногайська орда.
В Ірані правлять Сефевіди.
Значними державами Індостану є Імперія Великих Моголів, в якій править Аурангзеб, Імперія Маратха. В Китаї править Династія Цін. В Японії триває період Едо.

## Події

### В Європі
- Виходить указ гетьмана Івана Мазепи про дводенну панщину, перша закондавчо оформлена спроба закріпачення селян на території України.
- 17 квітня Іван Мазепа подарував Пересопницьке Євангеліє Переяславському кафедральному собору.
- Указом московського царя Петра І Києво-Могилянська колегія отримала статус академії[1].

### У світі
- У Королівстві Англія прийняли Акт про спадкування престолу, який встановив порядок наслідування після бездітного Вільгельма III.
- Почалася Війна за іспанську спадщину, яка триватиме більше десяти років.
  - 9 липня Євген Савойський завдав поразки французам у битві біля Карпі в Італії.
  - 1 вересня Євген Савройський здобув перемогу над французами у битві при К'ярі.
  - 7 вересня Англія, Республіка Об'єднаних провінцій, Священна Римська імперія та Папська держава утворили в Гаазі Великий альянс проти французів.
- Велика Північна війна: 19 липня шведські війська під проводом Карла XII завдали поразки силам союзників у битві на Двіні, наслідком чого стало повне захоплення шведами Курляндії.
- Фрідріха I короновано королем Пруссії.
- 7 листопада Ференц II Ракоці, майбутній очільник угорського повстання, втік із в'язниці у Вінер-Нойштадті.
- У Монреалі підписано мирну угоду між поселенцями та індіанцями племені ірокезів.
- Французи заснували факторію Поншартрен де Дейтройт.
- У Лондоні повішено буканьєра Вільяма Кідда.
- В японії даймьо Асано Наґанорі здійснив сеппуку за наказом сюзерена. 47 ронінів задумали помсту.

### Наука та культура
- Нюрберзький майстер Йоганн Христоф Деннер сконструював кларнет.
- У Римі в Італії заснована Biblioteca Casanatense — бібліотека, яка продовжує працювати й дотепер.
- Англієць Джетро Талл (англ. Jethro Tull) запропонував сіяти зерно рядами, винайшовши сівалку.
- Засновано Колегіальну школу Коннектикуту, пізніше перейменовану в Єльський університет.

## Народились
див. також Категорія:Народились 1701
- 27 листопада — Андерс Цельсій, шведський астроном і математик
- Васи́ль Григоро́вич-Ба́рський — український православний письменник та мандрівник.
- Томас Хадсон — англійський художник-портретист 18 століття.

## Померли
див. також Категорія:Померли 1701
- Іва́н Величко́вський — український письменник, поет, священик.
- Ян-Хризостом Пасек — польський письменник-мемуарист, авантюрист часів Речі Посполитої.
- Яків ІІ — король Англії, Шотландії з 1685 та Ірландії, другий син Карла І, спадкоємець старшого брата Карла ІІ.
- Вільям Кідд — англійський капер.